# ブライス・ハーパー
ブライス・アーロン・マックス・ハーパー（Bryce Aron Max Harper, 1992年10月16日 - ）は、アメリカ合衆国ネバダ州ラスベガス出身のプロ野球選手（外野手、一塁手）。右投左打。MLBのフィラデルフィア・フィリーズ所属。愛称は"ショーマン"（"The Showman"）。

## 経歴

### 生い立ち
3歳からティーボールを始める。7歳になると、10歳の子供たちに混じって野球の試合に参加するようになり、200フィート（約61m）の打球を飛ばす並外れたパワーを発揮し、相手チームから年齢詐称を疑われたため、出生証明書を常に携帯していた。9歳からはアリゾナ州やコロラド州などに遠征する選抜チームに参加するようになる。毎週のように週末に遠征に出かけていたため、移動の車の中で学校の宿題をしていた時期もあったという。12歳の時には既に5フィート10インチ（約177.8cm）の長身であった。
地元のラスベガス高等学校に進学。2008年にはメキシコで行われたU-16パン・アメリカ大会のメンバーに選出されている。同大会では打率.571の成績でMVPに選出される。キューバ戦では終盤に登板してセーブも記録した。ラスベガス高等学校での2008年シーズンは、38試合に出場して打率.590、11本塁打、67打点を記録した。
2009年シーズンは39試合に出場。115打数で打率.626、14本塁打、22二塁打、9三塁打、36盗塁、 55打点、三振はわずかに5つという驚異的な成績を残している。U-18アメリカ合衆国代表にも選出されている。

#### スポーツ・イラストレイテッドの表紙を飾る
アメリカ合衆国最大手スポーツ雑誌『スポーツ・イラストレイテッド』は、2009年6月8日号において、表紙にハーパーを掲載した。NBAファイナル、NHLスタンレーカップといった主要スポーツイベントの期間中に、アマチュア野球選手が同誌の表紙を飾るのは異例のことだった。同誌は、「570FOOT HOME RUNS（570フィート=約173.7mの本塁打）」「96MPH FASTBALL（96mph=約154km/hの速球）」「16 YEARS OLD（16歳）」という謳い文句でハーパーを紹介し、「BASEBALL'S CHOSEN ONE（野球界の選ばれし者）」と称した。また、同じく高校時代から抜きん出た存在であり、高校時代に同誌の表紙を飾ったこともあるNBAクリーブランド・キャバリアーズのレブロン・ジェームズを引き合いに出し、ハーパーを「野球界のレブロン・ジェームズ」と称した。
自身が表紙を飾ったことを受けて、ハーパーは「信じられない」と語っているが、一方では「18歳か19歳になる頃には、メジャーリーグベースボール（MLB）でプレーしたい」、「いつかニューヨーク・ヤンキースでプレーして殿堂入りしたい」と語り、自信を漲らせていた。
2011年のMLBドラフトで全体1位指名が有力視されていたが、代理人スコット・ボラスのアドバイスを受けたハーパーの家族は、当初の予定より1年早い2010年のMLBドラフトでの指名を模索。その結果、2009年夏に一般教育修得程度試験（G.E.D）を受験し、秋からは2年制のサザン・ネバダ大学に進学（飛び級）することになった。2010年のシーズンは66試合で打率.443、31本塁打、98打点、OPS1.513を記録。その活躍が評価され、最優秀アマチュア選手に贈られるゴールデンスパイク賞を受賞した。

### プロ入りとナショナルズ時代

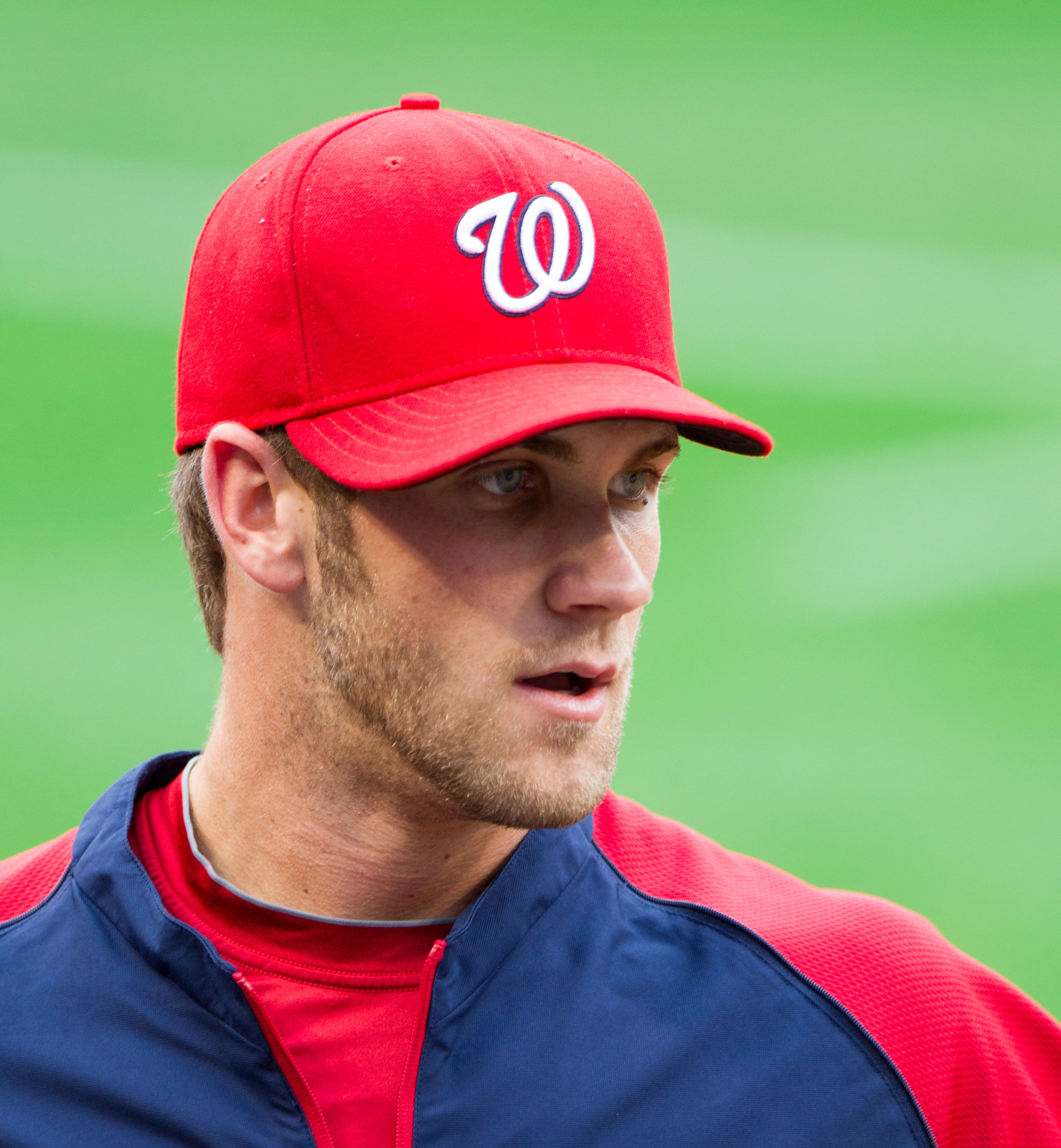
新人時代のハーパー（2012年）

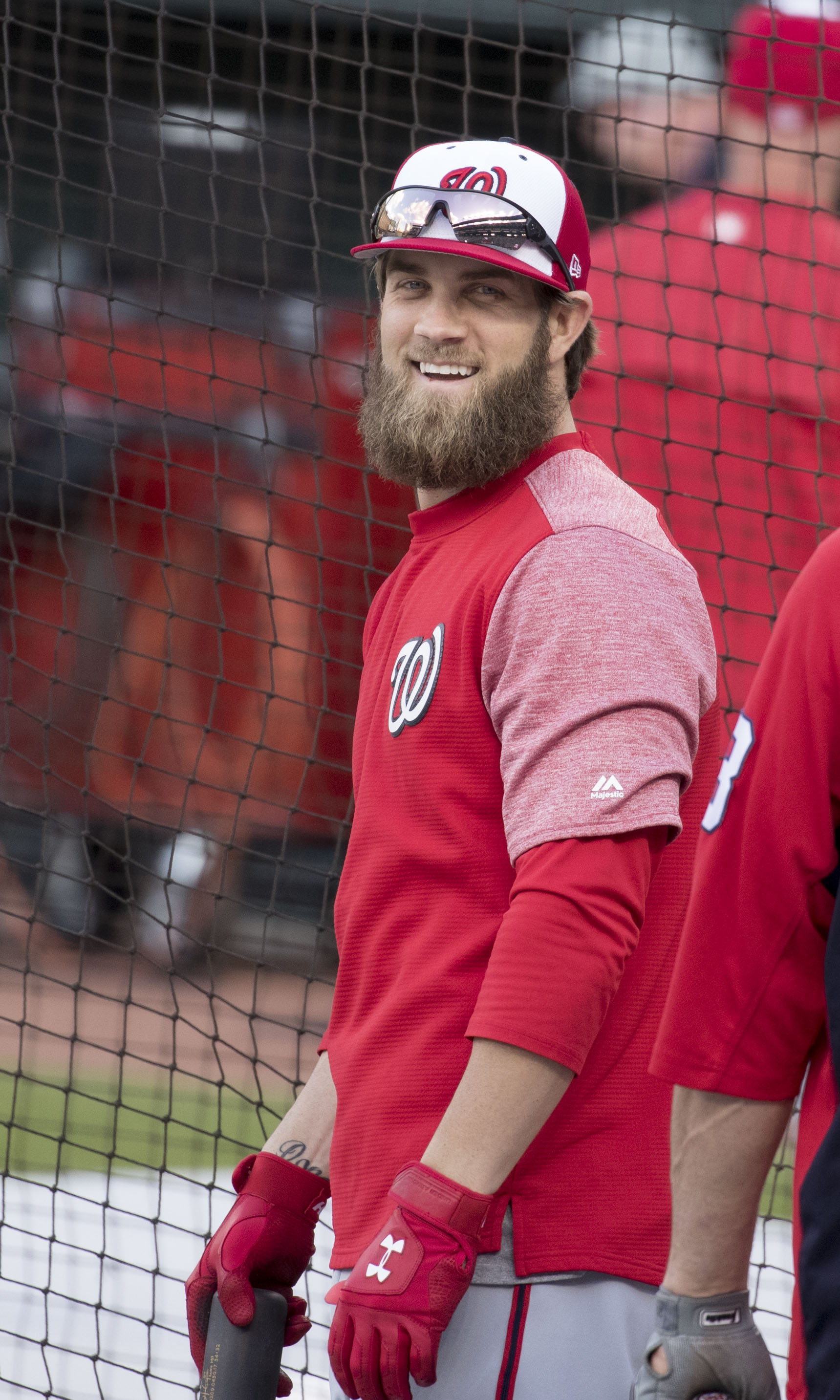
ナショナルズ時代（2017年）

2010年のMLBドラフト1巡目（全体1位）でワシントン・ナショナルズから指名された。交渉期限直前の8月17日に総額990万ドル+出来高払いの5年契約を結んだ。
2011年はA級ヘイガーズタウン・サンズで72試合に出場し、打率.318、14本塁打、17二塁打、46打点を記録。オールスター・フューチャーズゲームにも出場し、7月からはAA級ハリスバーグ・セネターズに昇格。しかし8月にハムストリングを痛めて故障者リスト入りし、そのままシーズンを終えた。
2012年はAAA級シラキュース・チーフスで開幕を迎えたが、マイケル・モースやライアン・ジマーマンの故障者リスト入りに伴い4月28日にメジャー初昇格を果たした。その日のロサンゼルス・ドジャース戦で「7番・左翼手」で先発出場してデビューした。第3打席にチャド・ビリングズリーから初安打（二塁打）を打ち、第4打席では犠飛による初打点を記録。5月6日のフィラデルフィア・フィリーズ戦でコール・ハメルズから背中へ死球を受ける。安打で三塁に進むと、一塁への牽制球の隙を突いてホームスチールを決めた。10代の選手によるホームスチールは48年ぶりだった。その後もレギュラーに定着し、5月15日のサンディエゴ・パドレス戦ではティム・ストーファーから初本塁打を記録した。5月下旬以降は2番打者に定着し、シーズンのほとんどを「2番・中堅手」として起用された。7月10日に行われたオールスターゲームには、膝の手術のため出場を辞退したマイアミ・マーリンズのジャンカルロ・スタントンの代替選手として選出された。19歳での選出は野手としては史上最年少で、5回から出場し2打席に立ったが、結果は四球と見逃し三振であった。8月26日には20号本塁打を放ち、トニー・コニグリアロ以来史上2人目の10代で20本塁打を達成した。98得点（リーグ5位）、9三塁打（同8位）も記録した。また、中堅の守備では守備防御点（DRS）+13を記録した。ポストシーズンではセントルイス・カージナルスとのナショナルリーグディビジョンシリーズ（NLDS）に出場し、1本塁打を記録した。レギュラーシーズンでの活躍が評価され、野手として史上最年少でナショナルリーグの新人王に選出された。翌年に行われる第3回WBCのアメリカ代表入りも期待されたが、12月5日に代理人のスコット・ボラスが不参加を明言した。
2013年5月17日に左膝を負傷したため2試合欠場し、5月20日に復帰したが、5月27日に再び左膝を故障し、6月1日に15日間の故障者リスト入りした。7月1日に復帰した。オールスターゲームではファン投票の外野手部門の3位で選出され、「9番・中堅手」で先発出場し、2打席に立った。この年は118試合に出場し、打率.274、20本塁打、58打点、11盗塁だった。
2014年は、故障の影響で規定打席には届かなかったが、デビューから3年連続2桁本塁打となる13本塁打を放った。ポストシーズンのサンフランシスコ・ジャイアンツとのNLDSでは打率.294、3本塁打、4打点の成績を残したが、チームは敗退した。10月1日にはホセ・アルトゥーベ、ジャスティン・モルノーと共に日米野球2014の追加メンバーとして発表されたが、怪我で辞退した。12月15日にナショナルズと総額750万ドルの2年契約に合意した。
2015年5月6日の対マイアミ・マーリンズ戦にて、自身初めて1試合3本塁打を記録した。1試合3本塁打は球団史上4人目の快挙だった。また、22歳202日での1試合3本塁打は、1969年6月11日にジョー・ラホードが22歳53日で記録達成して以来の若さだった。また翌日の試合でも2本塁打を記録し、2試合で5本塁打を記録した。5月8日のアトランタ・ブレーブス戦で、サヨナラ本塁打を記録し3試合で6本塁打を記録した。5月11日にプレイヤー・オブ・ザ・ウィークを受賞した。5月18日にプレイヤー・オブ・ザ・ウィークを2週連続で受賞した。オールスターゲームではファン投票の外野手部門の1位で選出され、「3番・右翼手」で先発出場し、3打席に立ったがまた安打を記録できなかった。9月16日の対フィラデルフィア・フィリーズ戦では、7回に右中間深くに本塁打を放り込み、自身初のシーズン40本塁打に到達した。最終的には42本塁打で本塁打王を獲得。打率.330（3厘差のリーグ2位）、99打点（リーグ5位）、38二塁打（同5位タイ）、124四球（同2位）、15故意四球（同2位タイ）、118得点（同1位）、出塁率.460、長打率.649、（いずれも両リーグ1位）だった。この活躍が評価され、満票でナ・リーグのMVPに選出された。22歳と353日でのMVP受賞は史上3番目の若さ、満票の受賞者としては史上最年少という快挙だった。ハンク・アーロン賞、シルバースラッガー賞も受賞した。
2016年4月14日のアトランタ・ブレーブス戦、3回裏の満塁の場面でフリオ・テヘランから通算100号となる本塁打を放った。23歳181日での達成は史上8番目の若さであった。この週はプレイヤー・オブ・ザ・ウィークも受賞した。5月8日、0打数7出塁（0打数6四球1死球で）のMLB記録を残した。1試合6四球はジェフ・バグウェルと並んでタイ記録。5月は33四死球を記録。前半戦は打率.256、19本塁打を残し、ファン投票で4回目のオールスター出場となった。シーズン打率はキャリアワーストの.243だった。一方で盗塁はキャリアハイの21盗塁を記録した。
2017年は4月に.391、9本塁打という数字を残し、プレイヤー・オブ・ザ・ウィークを受賞した。5月13日にナショナルズと1年の契約延長の合意をし、2018年の年俸は2165万ドル（約24億円）で、これは年俸調停の権利を持つ選手で史上最高額となった。5月29日の対サンフランシスコ・ジャイアンツ戦で、ジャイアンツのハンター・ストリックランドより死球を受けたことに激高しヘルメットを投げつけて殴り合いの乱闘となり退場処分を受け、翌30日にMLBより4試合の出場停止と罰金の処分を受けたが、この処分について異議申し立てをした結果、31日に3試合の出場停止に軽減された。前半戦をリーグ3位となる打率.325、本塁打、打点でもリーグトップ10という成績を収め、リーグ最多得票で3年連続となるオールスターゲームに選出された。8月7日のマーリンズ戦で通算150本塁打を達成し、24歳295日での達成はマイク・トラウトと同じだった。8月12日の試合で左膝の骨挫傷を負い、故障者リスト入りした（9月27日に復帰）。その影響もあり出場試合こそ多くなかったものの、OPSが10割を超える成績を収めた。ポストシーズンではNLDSでシカゴ・カブスと対戦し、自身はサヨナラ勝ちに繋がる同点本塁打を放つなどしたが全体としては打率.211と打てず、チームも敗退した。
2018年は前半戦終了時点での打撃成績は打率.214、23本塁打、102三振を記録。オールスターゲームおよび本塁打競争に選出された。ナショナルズの本拠地であるナショナルズパークで開催されたオールスターゲームの本塁打競争では父親のロンが投手を務め、決勝でカイル・シュワーバーと対戦すると残り47秒で14本塁打を放ち勝利するなど大会計45本塁打で優勝を飾った。オールスターゲームでは2打数無安打に終わった。後半戦は復調し（打率.300）、9月にはプレイヤー・オブ・ザ・ウィークを受賞した。8月17日にはキャリア通算500打点に到達した。最終成績は打率.249、34本塁打、100打点で、自身初のシーズン100打点を記録した。また、130四球はリーグトップだった。オフの10月29日にFAとなった。

### フィリーズ時代
2019年2月28日にフィラデルフィア・フィリーズと当時のFAでの史上最高額となる13年総額3億3000万ドルで契約合意した。ナショナルズ時代の背番号『34』は殿堂入り選手のロイ・ハラデイがつけていたため永久欠番になる可能性があり（2020年2月4日に永久欠番に指定）、新しい背番号として『3』を選んだ。シーズンでは開幕2戦目で移籍後初安打を本塁打で記録したが、前半戦は打率.253、16本塁打に留まった。後半戦は19本塁打を記録し、8月15日のシカゴ・カブス戦では逆転満塁サヨナラ本塁打を放った。最終成績は打率.260、35本塁打、114打点を記録だった。フィリーズで100打点を超えたのは、2011年のライアン・ハワード以来だった。
2020年はCOVID-19の影響でシーズンが60試合に短縮された。その中で打率.268、13本塁打、33打点を記録し、49四球はリーグトップだった。
2021年は4月を打率.321と好スタートを切ったが、4月28日のカージナルス戦で顔面に死球を受けた。重症にはならず5月2日に復帰したが、成績は急落し（月間打率.211）、5月23日から欠場すると、5月26日には手首の打撲で故障者リスト入りした。6月5日に復帰以降は調子を取り戻し、7月・8月・9月はいずれも打率3割台、OPS10割超えを記録した。最終的に141試合の出場で、打率.309（リーグ3位）、35本塁打、84打点を記録した。また、長打率.615と42二塁打もリーグトップで、出塁率.429と100四球は同2位だった。オフにはいずれも2度目となるハンク・アーロン賞とシーズンMVP、シルバースラッガー賞を受賞した。MVP複数回受賞は史上32人目、オールスター不選出での受賞は2007年のジミー・ロリンズ以来12人目である。フィリーズ選手としてもロリンズ以来のことであった。11月23日に自身初めてオールMLBチームのファーストチーム外野手の1人に選出された。
2022年は開幕早々に右肘靭帯損傷を負ったことで、本シーズンからナ・リーグにも導入された指名打者で出場することになった。その状況でも5月・6月はOPS10割超えの好成績を残し、オールスターゲーム投票ではナ・リーグに初設定された指名打者枠で選出された。自身4年ぶり7度目、移籍後初の選出だったが、6月25日のサンディエゴ・パドレス戦で死球により左親指を骨折し、辞退せざるを得なくなった。8月23日のAAAでのリハビリ戦では、初打席初本塁打を放った。同26日に復帰。最終成績は、99試合出場で打率.287、18本塁打、65打点を記録し、チームとして11年ぶりに出場したポストシーズンでは、ワイルドカード第2戦の先制本塁打、NLDSでの2試合連続本塁打、リーグチャンピオンシップシリーズ第5戦の8回裏逆転本塁打（MVP選出）と活躍し、チームメイトや対戦相手など各方面から称賛された。ヒューストン・アストロズとのワールドシリーズでも第1戦ではマルチ安打で記録的な5点差逆転勝利に貢献し、第3戦ではWS史上最多タイとなるチーム5本塁打の口火を切る先制弾を放った。しかし、他ではチームとして抑えられ、制覇はならなかった。オフにトミー・ジョン手術を受けた。
2023年は手術のため故障者リストでシーズン開幕を迎えた。当初は7月のオースターゲーム前の復帰を目標にしていたが、手術から僅か160日後となる5月2日のロサンゼルス・ドジャース戦で復帰。トミー・ジョン手術の最速復帰記録となった。復帰当初は前年と同じく指名打者に専念する予定だったが、開幕前にリース・ホスキンスが前十字靭帯断裂でシーズン絶望になった事もあり、リハビリの傍ら一塁手の練習をこなしていた。7月21日のクリーブランド・ガーディアンズ戦で一塁手として守備に入り、野手としても1年3カ月ぶりに復帰を果たした。6月は本塁打0など長打力に欠ける時期もあったが、8月30日のロサンゼルス・エンゼルス戦で通算300号に到達した。後半戦は18本塁打を放ち、最終成績は打率.293、21本塁打、72打点、OPS.900を記録した。ポストシーズン、ブレーブスとのNLDSでは、第2戦9回表に自身の走塁判断で試合終了になったことを、相手選手のオーランド・アルシアに揶揄された。これを受け、第3戦で2打席連続本塁打を放つと、二塁を回る際にアルシアを睨みつけたことが反響を呼んだ。NLCSでは31歳の誕生日となった第1戦を自身の本塁打と勝利で祝う最高のスタートを切ったが、第6戦を終えて3勝3敗のタイとなり、ワールドシリーズを懸けた第7戦では前年に続き本塁打で逆転という中でハーパーに打席が回って来たが凡退となり、2年連続のワールドシリーズ進出はならなかった。オフにシルバースラッガー賞を指名打者部門として受賞した。
2024年は本格的に一塁手へ転向した。5月にリーグ最多タイの7本塁打、単独トップの24打点を記録し、月間MVPに選出される。さらに、続く6月も打率.374、7本塁打、OPS1.166で選出された。ア・リーグではアーロン・ジャッジが2カ月連続で選出され、両リーグそろっての連続受賞は史上初となった。この活躍により、リーグ最多得票で8度目となるオールスターゲームに選出された。また、7月13日のオークランド・アスレチックス戦で本塁打を放ち、これで全ての球団から本塁打を記録した。しかし、6月下旬に左足を負傷して離脱後は調子を落とし、後半戦は1カ月以上本塁打の出ない期間があるなど、打率.266、9本塁打に留まった。最終成績は打率.286、30本塁打、87打点、OPS.898だった。オフにはシルバースラッガー賞を一塁手部門として受賞し、異なる3つのポジションでの受賞は史上4人目の記録であった。

## 選手としての特徴

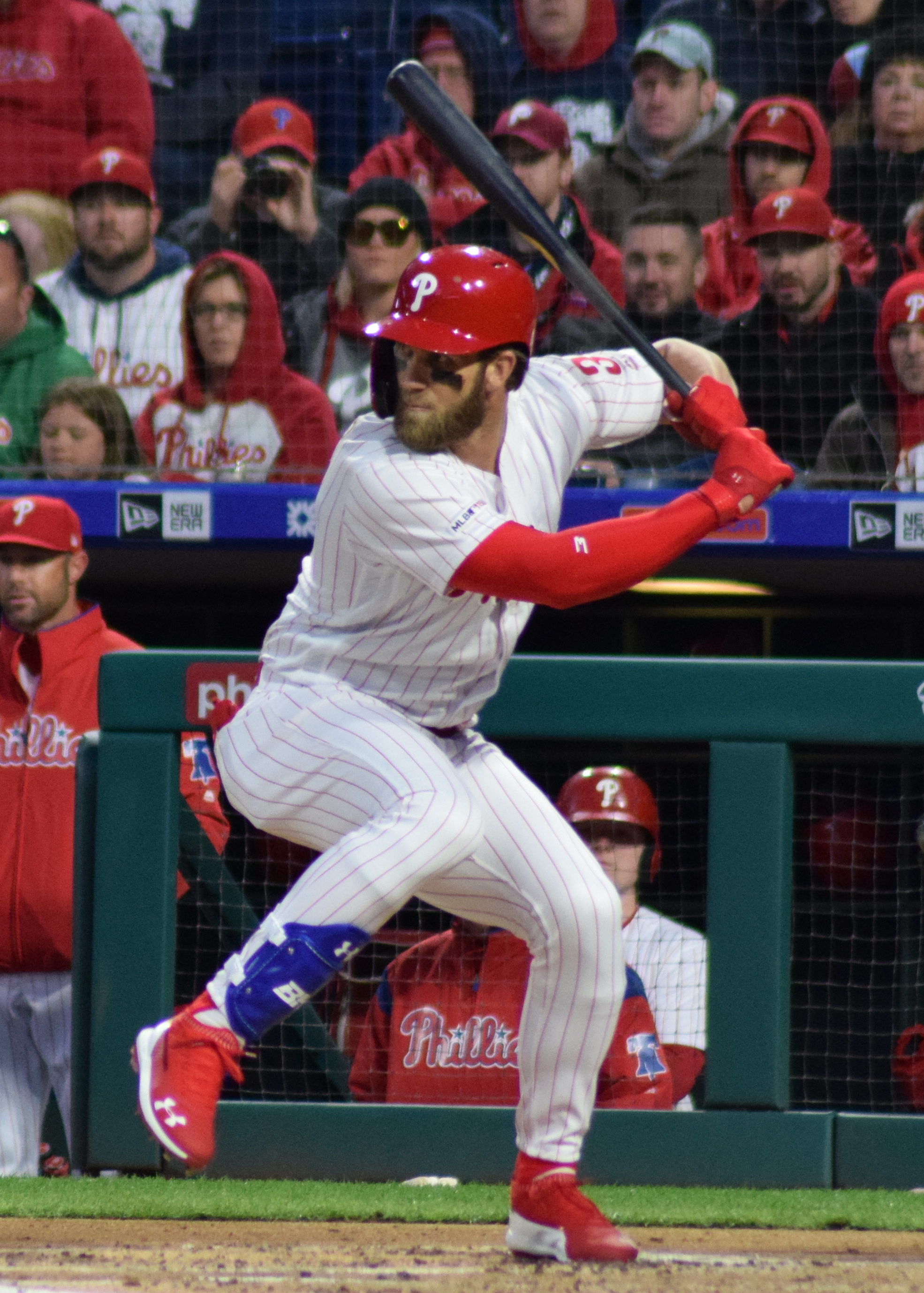
打撃時のハーパー
（2019年3月31日撮影）

アレックス・ロドリゲス、ケン・グリフィー・ジュニアなどと比較される逸材選手。シーズンMVPを2度受賞している。
身長6フィート3インチ（約191cm）・体重220ポンド（約100kg）という恵まれた体格を持ち、左打席から鋭いスイングを繰り出す。アマチュア時代のポジションは主に捕手であり、三塁手や遊撃手を務めることもあった。プロ入り後は打撃と強肩をより生かすために、外野手にコンバートされることになった。2023年は前述の通り2022年に傷めた肘の手術と、不動の一塁手だったリース・ホスキンス離脱の影響もあり、一塁手としてプレーしている。
高校時代の守備位置は捕手であったが、投手としても活躍し、最速96mph（約154km/h）の速球に加え、カーブやチェンジアップも操っていた。
期待の高さから「過大評価」と言われることもあり、『The Athletic』が2019年5月下旬に発表した、選手間投票の「もっとも過大評価されている選手は?」という項目で、ハーパーは62%の得票を集めてダントツであった。しかしながら、2度目のMVP獲得や2022年ポストシーズンの活躍により絶賛も多く受けており、「あれこそスーパースターだよ」「価値を証明した」などと評価された。

## 人物
ビッグマウスで、目標を聞かれると「殿堂入りさ。史上最も偉大な野球選手と思われたいね」と語り、GQ誌で「球界にはもっとスーパースターが必要だ」「アルバートと俺は互いに尊敬し合っている」と発言した。A+級ポトマックでプレーしていた頃は、本塁打を打った後感触を味わうように打球を見送り、投手に何か言われるとホームインの時にキスの仕草で応じ、「エフ（ファック）・ユー」とつぶやいた。走攻守に秀でた才能と共にこういった部分を指して、GQ誌は「ネクスト・バリー・ボンズ」と形容した。
ピート・ローズとミッキー・マントルのファン。
野球をより人気のあるスポーツにするためには、感情をもっとあらわにするべきだと考えており、MLBに存在する「不文律」を嫌っている。この考えを広めるため「MAKE BASEBALL FUN AGAIN」というスローガンを掲げ、Tシャツや帽子などのグッズを販売した。
2019年6月、アメリカ合衆国の経済誌フォーブスは2019年版の世界のアスリートの年収を公表した。ハーパーの年収は4450万ドルであり、野球選手でマイク・トラウトに次ぐ2位、世界のスポーツ選手で23位にランクインした。

### 私生活
3歳年上の実兄ブライアン・ハーパーもプロ野球選手だった。メジャー昇格はならず、2019年で現役引退した。
2016年に高校時代からの恋人と結婚。妻はオハイオ州立大学のサッカー部に所属していたため、大学はオハイオ州立大学バックアイズを応援しており、2025年1月に行われたカレッジフットボール決勝は夫婦で現地観戦し、バックアイズ優勝の瞬間を見届けた
。
同郷のクリス・ブライアントと親友である。幼少期は対戦相手が多かったが、13歳のときはチームメイトにもなった。

## エピソード
天才ぶりは幼いときから知られ、9歳のときには、すでに、「雇われ選手」として、全米各地の大会に出場するようになっていた（米国では少年野球がビジネス化、名門チームが戦績を上げて名を売るために、大会ごとに優秀選手を金で雇う行為が常態化している）。ハーパーが12歳のときに大会に出場した際、彼は大会が行われたアラバマから電話で母親のシェリに「まあまあの成績だった」と言ってきたが、その後コーチから「まあまあ」の中身が12打数12安打、11本塁打であることを知らされた。母親が「息子は天才」とはっきり認識するようになったのは、その瞬間だったという。
2018年、ナショナルズは本塁打競争を前に特定の5試合について、ハーパーが本塁打を放つごとに1ドルずつチケットの代金を下げると告知していた。実際に本塁打競争でハーパーが打球を45本スタンドに運んだことで、販売中のチケットの最低価格は1ドルになり、ナショナルズはツイッター上で球団の経理部に対して公に謝罪の言葉を伝えている。
ハーパーとフィリーズの契約合意が発表されてからの24時間で試合チケットが10万枚を売り上げた。また、新天地のユニフォームは発売から最初の24時間、48時間でともに米プロスポーツ史上最高の売り上げた。それはNBAのスーパースター、レブロン・ジェームズの記録を超えるものだった。さらに、フィリーズのグッズは前年同期比5000%増の売り上げを記録した。
吉田正尚から尊敬されており、飼っているペットにハーパーにちなんだ名前をつけている。

## 詳細情報

### 年度別打撃成績
| 年 度     | 球 団     | 試 合 | 打 席 | 打 数 | 得 点 | 安 打 | 二 塁 打 | 三 塁 打 | 本 塁 打 | 塁 打 | 打 点 | 盗 塁 | 盗 塁 死 | 犠 打 | 犠 飛 | 四 球 | 敬 遠 | 死 球 | 三 振 | 併 殺 打 | 打 率 | 出 塁 率 | 長 打 率 | O P S |
| --------- | --------- | ----- | ----- | ----- | ----- | ----- | -------- | -------- | -------- | ----- | ----- | ----- | -------- | ----- | ----- | ----- | ----- | ----- | ----- | -------- | ----- | -------- | -------- | ----- |
| 2012      | WSH       | 139   | 597   | 533   | 98    | 144   | 26       | 9        | 22       | 254   | 59    | 18    | 6        | 3     | 3     | 56    | 0     | 2     | 120   | 8        | .270  | .340     | .477     | .817  |
| 2013      | WSH       | 118   | 497   | 424   | 71    | 116   | 24       | 3        | 20       | 206   | 58    | 11    | 4        | 3     | 4     | 61    | 4     | 5     | 94    | 4        | .274  | .368     | .486     | .854  |
| 2014      | WSH       | 100   | 395   | 352   | 41    | 96    | 10       | 2        | 13       | 149   | 32    | 2     | 2        | 3     | 1     | 38    | 4     | 1     | 104   | 6        | .273  | .344     | .423     | .768  |
| 2015      | WSH       | 153   | 654   | 521   | 118   | 172   | 38       | 1        | 42       | 338   | 99    | 6     | 4        | 0     | 4     | 124   | 15    | 5     | 131   | 15       | .330  | .460     | .649     | 1.109 |
| 2016      | WSH       | 147   | 627   | 506   | 84    | 123   | 24       | 2        | 24       | 223   | 86    | 21    | 10       | 0     | 10    | 108   | 20    | 3     | 117   | 11       | .243  | .373     | .441     | .814  |
| 2017      | WSH       | 111   | 492   | 420   | 95    | 134   | 27       | 1        | 29       | 250   | 87    | 4     | 2        | 0     | 3     | 68    | 11    | 1     | 99    | 15       | .319  | .413     | .595     | 1.008 |
| 2018      | WSH       | 159   | 695   | 550   | 103   | 137   | 34       | 0        | 34       | 273   | 100   | 13    | 3        | 0     | 9     | 130   | 16    | 6     | 169   | 7        | .249  | .393     | .496     | .889  |
| 2019      | PHI       | 157   | 682   | 573   | 98    | 149   | 36       | 1        | 35       | 292   | 114   | 15    | 3        | 0     | 4     | 99    | 11    | 6     | 178   | 10       | .260  | .372     | .510     | .882  |
| 2020      | PHI       | 58    | 244   | 190   | 41    | 51    | 9        | 2        | 13       | 103   | 33    | 8     | 2        | 1     | 2     | 49    | 8     | 2     | 43    | 5        | .268  | .420     | .542     | .962  |
| 2021      | PHI       | 141   | 599   | 488   | 101   | 151   | 42       | 1        | 35       | 300   | 84    | 13    | 3        | 2     | 4     | 100   | 14    | 5     | 134   | 12       | .309  | .429     | .615     | 1.044 |
| 2022      | PHI       | 99    | 426   | 370   | 63    | 106   | 28       | 1        | 18       | 190   | 65    | 11    | 4        | 0     | 7     | 46    | 9     | 3     | 87    | 13       | .286  | .364     | .514     | .877  |
| 2023      | PHI       | 126   | 546   | 457   | 84    | 134   | 29       | 1        | 21       | 228   | 72    | 11    | 3        | 0     | 4     | 80    | 8     | 5     | 119   | 10       | .293  | .401     | .499     | .900  |
| 2024      | PHI       | 145   | 631   | 550   | 85    | 157   | 42       | 0        | 30       | 289   | 87    | 7     | 4        | 1     | 2     | 76    | 11    | 2     | 138   | 18       | .285  | .373     | .525     | .898  |
| MLB：13年 | MLB：13年 | 1653  | 7085  | 5934  | 1082  | 1670  | 369      | 24       | 336      | 3095  | 976   | 140   | 50       | 13    | 57    | 1035  | 131   | 46    | 1533  | 134      | .281  | .389     | .522     | .911  |

- 2024年度シーズン終了時
- 各年度の太字はリーグ最高

### 年度別守備成績
| 年 度 | 球 団 | 中堅（CF） | 中堅（CF） | 中堅（CF） | 中堅（CF） | 中堅（CF） | 中堅（CF） | 左翼（LF） | 左翼（LF） | 左翼（LF） | 左翼（LF） | 左翼（LF） | 左翼（LF） | 右翼（RF） | 右翼（RF） | 右翼（RF） | 右翼（RF） | 右翼（RF） | 右翼（RF） | 一塁（1B） | 一塁（1B） | 一塁（1B） | 一塁（1B） | 一塁（1B） | 一塁（1B） |
| 年 度 | 球 団 | 試 合      | 刺 殺      | 補 殺      | 失 策      | 併 殺      | 守 備 率   | 試 合      | 刺 殺      | 補 殺      | 失 策      | 併 殺      | 守 備 率   | 試 合      | 刺 殺      | 補 殺      | 失 策      | 併 殺      | 守 備 率   | 試 合      | 刺 殺      | 補 殺      | 失 策      | 併 殺      | 守 備 率   |
| ----- | ----- | ---------- | ---------- | ---------- | ---------- | ---------- | ---------- | ---------- | ---------- | ---------- | ---------- | ---------- | ---------- | ---------- | ---------- | ---------- | ---------- | ---------- | ---------- | ---------- | ---------- | ---------- | ---------- | ---------- | ---------- |
| 2012  | WSH   | 92         | 200        | 4          | 4          | 1          | .981       | 7          | 14         | 0          | 0          | 0          | 1.000      | 65         | 97         | 4          | 3          | 2          | .971       | -          | -          | -          | -          | -          | -          |
| 2013  | WSH   | 9          | 16         | 1          | 0          | 0          | 1.000      | 97         | 150        | 11         | 5          | 1          | .970       | 16         | 36         | 1          | 1          | 0          | .974       | -          | -          | -          | -          | -          | -          |
| 2014  | WSH   | 7          | 10         | 0          | 1          | 0          | .909       | 90         | 147        | 9          | 3          | 0          | .981       | 10         | 9          | 0          | 0          | 0          | 1.000      | -          | -          | -          | -          | -          | -          |
| 2015  | WSH   | 13         | 28         | 1          | 0          | 0          | 1.000      | -          | -          | -          | -          | -          | -          | 140        | 269        | 8          | 7          | 2          | .975       | -          | -          | -          | -          | -          | -          |
| 2016  | WSH   | -          | -          | -          | -          | -          | -          | -          | -          | -          | -          | -          | -          | 143        | 256        | 5          | 2          | 1          | .992       | -          | -          | -          | -          | -          | -          |
| 2017  | WSH   | -          | -          | -          | -          | -          | -          | -          | -          | -          | -          | -          | -          | 110        | 173        | 8          | 2          | 2          | .989       | -          | -          | -          | -          | -          | -          |
| 2018  | WSH   | 63         | 141        | 1          | 2          | 0          | .986       | -          | -          | -          | -          | -          | -          | 116        | 144        | 0          | 1          | 0          | .993       | 1          | 0          | 0          | 0          | 0          | ----       |
| 2019  | PHI   | -          | -          | -          | -          | -          | -          | -          | -          | -          | -          | -          | -          | 152        | 284        | 13         | 5          | 1          | .983       | -          | -          | -          | -          | -          | -          |
| 2020  | PHI   | 3          | 3          | 0          | 0          | 0          | 1.000      | -          | -          | -          | -          | -          | -          | 48         | 64         | 2          | 1          | 0          | .985       | -          | -          | -          | -          | -          | -          |
| 2021  | PHI   | -          | -          | -          | -          | -          | -          | -          | -          | -          | -          | -          | -          | 139        | 214        | 10         | 1          | 1          | .996       | 1          | 0          | 0          | 0          | 0          | ----       |
| 2022  | PHI   | -          | -          | -          | -          | -          | -          | -          | -          | -          | -          | -          | -          | 8          | 14         | 0          | 0          | 0          | 1.000      | -          | -          | -          | -          | -          | -          |
| 2023  | PHI   | -          | -          | -          | -          | -          | -          | -          | -          | -          | -          | -          | -          | -          | -          | -          | -          | -          | -          | 36         | 258        | 20         | 1          | 20         | .996       |
| 2024  | PHI   | -          | -          | -          | -          | -          | -          | -          | -          | -          | -          | -          | -          | -          | -          | -          | -          | -          | -          | 141        | 1050       | 95         | 5          | 99         | .996       |
| MLB   | MLB   | 187        | 398        | 7          | 7          | 1          | .983       | 194        | 311        | 20         | 8          | 1          | .976       | 947        | 1560       | 51         | 23         | 9          | .986       | 179        | 1308       | 115        | 6          | 119        | .996       |

- 2024年度シーズン終了時
- 各年度の太字はリーグ最高

### タイトル
- 本塁打王：1回（2015年）

### 表彰
- シーズンMVP：2回（2015年、2021年）
- リーグチャンピオンシップシリーズMVP：1回（2022年）
- 新人王（2012年）
- シルバースラッガー賞：4回
  - 外野手部門：2回（2015年、2021年）
  - 指名打者部門：1回（2023年）
  - 一塁手部門：1回（2024年）
- ハンク・アーロン賞：2回（2015年、2021年）
- ルーキー・オブ・ザ・マンス：2回（2012年5月・9月）
- プレイヤー・オブ・ザ・マンス：2回（2015年5月、2016年4月、2024年5月・6月）
- プレイヤー・オブ・ザ・ウィーク：6回（2015年5月10日・17日・9月20日、2016年4月17日、2017年4月23日、2018年9月9日）
- オールMLBチーム[94]
  - ファーストチーム外野手：1回（2021年）
  - セカンドチーム一塁手：1回（2024年）

### 記録
MiLB
- オールスター・フューチャーズゲーム選出：1回（2011年）

MLB
- MLBオールスターゲーム選出：8回（2012年、2013年、2015年 - 2018年、2022年、2024年）
- ホームランダービー優勝：1回（2018年）

### 背番号
- 34（2012年 - 2018年）
- 3（2019年 - ）

### 代表歴
- 2008 U-16 アメリカ合衆国代表
- 2009 U-18 アメリカ合衆国代表